# Saint-Laurent-les-Tours
Saint-Laurent-les-Tours é uma comuna francesa na região administrativa de Occitânia, no departamento de Lot. Estende-se por uma área de 10,84 km². Em 2010 a comuna tinha 894 habitantes (densidade: 82,5 hab./km²).